# First Time (Jackie Chan)
First Time è un album in studio dell'attore e cantante Jackie Chan, pubblicato nel 1992.

## Tracce
1. My Feeling
2. I Wish the Flowers Could Never Fade
3. The Reddish Face
4. Keep Your Company Through Every Moment
5. So Transparent Is My Heart
6. A Vigorous Aspiration in My Mind
7. The Betel Nuts Beauty
8. You Are a Lover in My Dream
9. Every Day in My Life
10. The End